# Республіканський національно-культурний центр українців Башкортостану «Кобзар»
Громадська організація "Республіканський національно-культурний центр українців Башкортостану «Кобзар» — громадська організація культурно-освітянського спрямування, що об'єднує українців Республіки Башкортостан.

## Історія
13 січня 1990 ініціативною групою на чолі з кандидатом історичних наук Василем Яковичем Бабенком була підготовлена і проведена установча конференція, на якій було засновано «Товариство шанувальників української культури „Кобзар“», членів якого об'єднали спогади про Україну і любов до української пісні.
Основною метою в своїй роботі Товариство визначило відродження української культури, традицій, звичаїв, обрядів на території республіки.
14 березня 1992 відбувся I-ий з'їзд українців Башкортостану, на котрому «Товариство шанувальників української культури Кобзар» було реорганізовано в Республіканський національно-культурний центр українців Башкортостану «Кобзар». З'їзд затвердив Статут Центру та Програму національно-культурного відродження та розвитку українців Башкортостану.
21 січня 1995 відбувся II-ой З'їзд. Центр «Кобзар» взяв на себе сміливість представляти українців усього Башкортостану, що призвело до відродження та розвитку національної освіти.
Залучення дітей та молоді до вивчення української мови стало одним з головних напрямків у роботі центру. Був створений Союз професійних українських вчителів, який сьогодні очолює кандидат педагогічних наук Юлія Валеріївна Сіренко.
19 квітня 1997 III-ий З'їзд відмітив досягнуті успіхи на ниві розвитку української освіти в Башкортостані. Це був період розквіту української освіти в Башкортостані — діяли 11 закладів освіти різного рівня, де вивчали предмети українознавчого циклу: українська мова та література, історія та культура України.
20 січня 2001 відбувся IV-ий З'їзд українців Башкортостану. У республіці діяла багаторівнева система української національної гуманітарної освіти: дитячий садок — школа — коледж — виш.
26 лютого 2005 на V З'їзді українців Башкортостану пролунав тривожний сигнал щодо подальшої перспективи розвитку української освіти. На жаль, не вдалося «Кобзареві» на республіканському рівні створити українську молодіжну організацію, хоча неодноразово такі спроби робилися: «Беркут» проіснував 4 роки, «Пласт» — 2 роки, всі надії покладалися на новостворений Союз української молоді «ГУРТ».
26 лютого 2010 відбувся VI-ий З'їзд українців Башкортостану, а Республіканський національно-культурний центр українців Башкортостану «Кобзар» відзначив 20-річчя своїй діяльності. На З'їзді було відзначено, що система української національної освіти в Республіці Башкортостан, незважаючи на значні втрати, і сьогодні унікальна в Росії, завдяки державному муніципальному фінансуванню з бюджету республіки.
У Республіці Башкортостан в 6 освітніх закладах вивчаються предмети українознавчого циклу (3 загальноосвітні сільські школи, в тому числі комплекс «Дитячий садок — школа», 3 недільні школи).

## Сьогодення
Першим головою та засновником Національного культурного центру українців Республіки Башкортостан був Дорошенко Володимир Борисович (1946—2023). Другим головою «Кобзаря», з 2015 року — Бабенко Василь Якович.
З квітня 2022 року головою «Кобзаря» є Козленко Віталій Миколайович. Проте діяльність товариства фактично припинена.